# 勒格里蓬 (旧市镇)
勒格里蓬（法語：Le Grippon，法語發音：[lə ɡʁipɔ̃]）是法国芒什省的一个旧市镇，属于卡昂区。1826年，勒格里蓬并入市镇莱尚布尔。2016年，莱尚布尔与尚塞尔翁合并为新市镇勒格里蓬，“勒格里蓬”一名被重新使用。

## 地理
勒格里蓬（48°46'33.64"N, 1°22'19.47"W）位于法国诺曼底大区芒什省，该省份为法国西北部沿海省份，西、北、东北三面环大西洋，东起顺时针与卡爾瓦多斯省、奧恩省、马耶讷省和伊勒-维莱讷省接壤。
勒格里蓬的时区为UTC+01:00、UTC+02:00（夏令时）。

## 行政
勒格里蓬的邮政编码为50320。